# Највећа језера Манитобе
Највећа језера Манитобе је табеларни приказ водених површина већих од 400 km2 (150 sq mi) у овој канадској покрајини. Језера су приказана са припадајућим острвима и њиховим деловима који су делимично у саставу покрајина са којима се граничи Манитоба.

## Опште информације
Манитоба има невероватних 100.000 језера, која се у Манитоби  јављају у свим облицима и величинама. Они се крећу од масивних до компактних, од дубоких до плитких, каменитих до песковитих. Нака имају чисту воду, а други су сивкаста или боје чаја. Нека су боља за пецање, друга за пливање и једрење, а нека су једноставно савршени у сваком погледу.
Многа језера су лако доступна преко добро развијене путне мрежеже, а боравак на оболама неких од њих могућ је у добро уређеним, камповима, па чак и луксузним хотелима које преко лета  радо подносећују многобројну туристи. 
Одабрати међу њима која су најбољa је тежак задатак, па се ова класификација  своди на приказ највећих језера у Манитоби.

## Списак највећих језера Манитобе
| Језеро        | Слика | Површина (укључујући и острва) | Надморска висина | Максимална дубина | Запремина             |
| ------------- | ----- | ------------------------------ | ---------------- | ----------------- | --------------------- |
| Винипег       |       | 24.387 km2 (9.416 sq mi)       | 217 m (712 ft)   | 36 m (118 ft)     | 284 km3 (68 cu mi)    |
| Винипегосис   |       | 5.374 km2 (2.075 sq mi)        | 254 m (833 ft)   | 18,3 m (60 ft)    | 19,8 km3 (4,8 cu mi)  |
| Манитоба      |       | 4.624 km2 (1.785 sq mi)        | 248 m (814 ft)   | 7 m (23 ft)       | 22,8 km3 (5,5 cu mi)  |
| Саутрн инијен |       | 2.247 km2 (868 sq mi)          | 254 m (833 ft)   | 30 m (98 ft)      | 23,4 km3 (5,6 cu mi)  |
| Сидер         |       | 1.353 km2 (522 sq mi)          | 253 m (830 ft)   | 10 m (33 ft)      | 10,2 km3 (2,4 cu mi)  |
| Ајленд        |       | 1.223 km2 (472 sq mi)          | 227 m (745 ft)   | 59,4 m (195 ft)   | 21,8 km3 (5,2 cu mi)  |
| Гадс          |       | 1.151 km2 (444 sq mi)          | 178 m (584 ft)   | 75,3 m (247 ft)   | 13,8 km3 (3,3 cu mi)  |
| Крос          |       | 755 km2 (292 sq mi)            | 207 m (679 ft)   | 12 m (39 ft)      | 0,52 km3 (0,12 cu mi) |
| Плејгрин      |       | 657 km2 (254 sq mi)            | 217 m (712 ft)   | 18 m (59 ft)      | 2,76 km3 (0,66 cu mi) |
| Дофен         |       | 519 km2 (200 sq mi)            | 260 m (850 ft)   | 3,4 m (11 ft)     | 1,29 km3 (0,31 cu mi) |
| Гренвил       |       | 490 km2 (190 sq mi)            | 258 m (846 ft)   |                   |                       |
| Сипивик       |       | 454 km2 (175 sq mi)            | 183 m (600 ft)   |                   |                       |
| Оксфорд       |       | 401 km2 (155 sq mi)            | 186 m (610 ft)   |                   |                       |
| Молсон        |       | 400 km2 (150 sq mi)            | 221 m (725 ft)   |                   |                       |